# Рон-Роберт Цилер
Рон-Роберт Цилер (нім. Ron-Robert Zieler, нар. 12 лютого 1989, Кельн, ФРН) — німецький футболіст, воротар клубу «Кельн», де грає на правах оренди та національної збірної Німеччини.

## Клубна кар'єра
Вихованець юнацьких команд футбольних клубів з рідного міста «Вікторія» (Кельн) та «Кельн», а також англійського «Манчестер Юнайтед».
2008 року почав потрапляти до заявки головної команди «Манчестер Юнайтед» як резервний голкіпер, проте жодного разу в складі «червоних дияволів» не виходив. Натомість першого досвіду офіційних ігор на дорослому рівні набув у нижчоліговому клубі «Нортгемптон Таун», у складі якого провів дві гри в сезоні 2008/2009.
2009 року повернувся до «Манчестер Юнайтед», однак знову не потрапляв до складу першої команди клубу і 2010 року повернувся на батьківщину.
2010 року уклав контракт з клубом «Ганновер 96», в якому спочатку деякий час провів у складі другої команди, але поступово не лише став залучатися до ігор першої команди, але й закріпив за собою місце основного голкіпера.

## Виступи за збірні
2004 року дебютував у складі юнацької збірної Німеччини, взяв участь у 27 іграх на юнацькому рівні.
2009 року залучався до складу молодіжної збірної Німеччини. На молодіжному рівні зіграв у 5 офіційних матчах.
11 листопада 2011 року дебютував в офіційних матчах у складі національної збірної Німеччини. Першою грою Цилера у воротах національної команди стала товариська зустріч проти збірної України, перший матч на реконструйованому НСК «Олімпійському» у Києві. Незважаючи на те, що голкіпер пропустив у цій зустрічі три м'ячі, його було включено до заявки збірної для участі у фінальній частині чемпіонату Європи 2012 року.
| Дата       | Місто | Господарі | Результат | Гості     | Турнір           | Голи | Примітки |
| ---------- | ----- | --------- | --------- | --------- | ---------------- | ---- | -------- |
| 11/11/2011 | Київ  | Україна   | 3 – 3     | Німеччина | товариський матч | -3   |          |
| Усього     |       | Матчів    | 1         |           | Голів            | -3   |          |

## Досягнення
- Чемпіон Європи (U-19): 2008
- Чемпіон світу:

Німеччина: 2014